# Camponotus sikorai
Camponotus sikorai är en myrart som beskrevs av Carlo Emery 1920. Camponotus sikorai ingår i släktet hästmyror, och familjen myror. Inga underarter finns listade.

## Bildgalleri

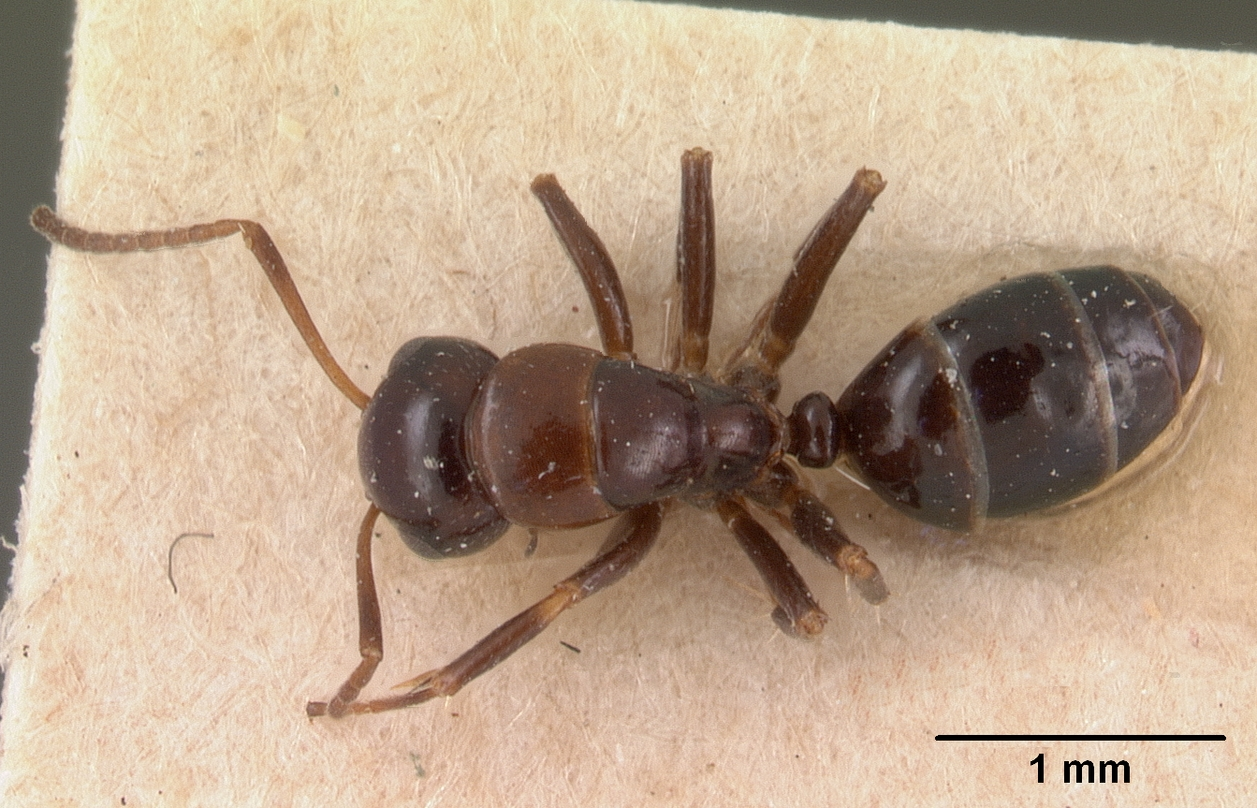
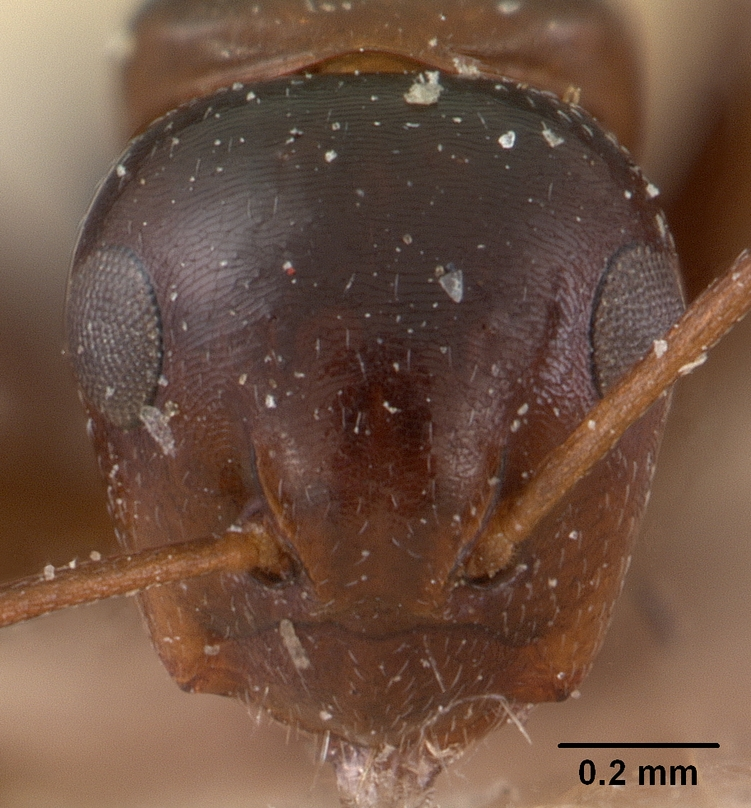
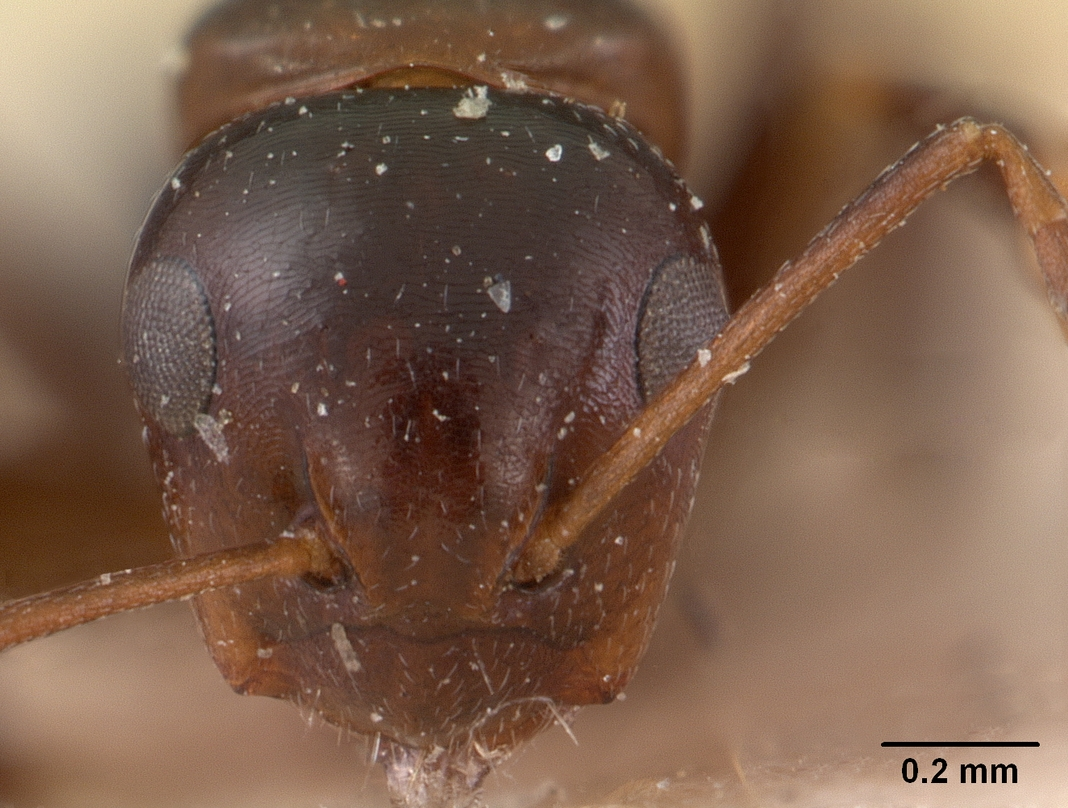
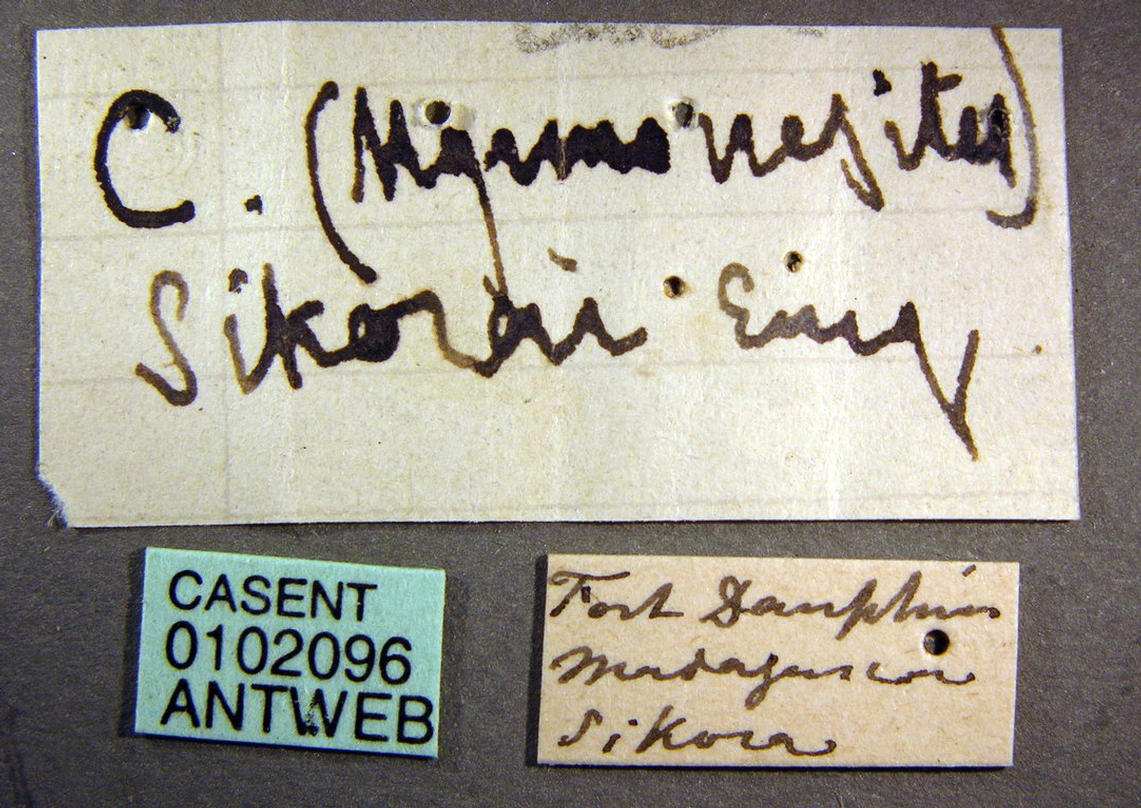
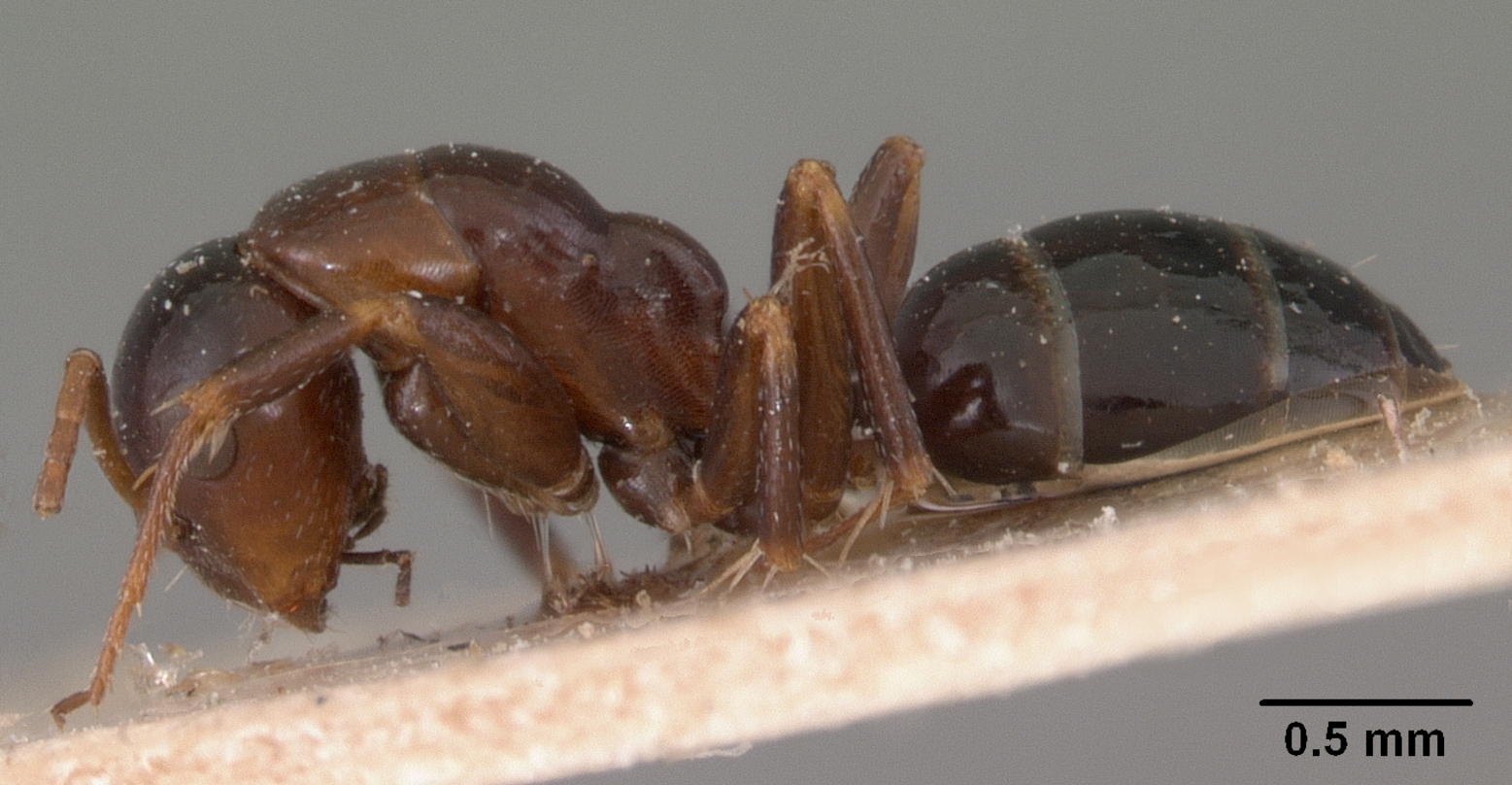